# 12679 Jamessimpson
12679 Jamessimpson este o planetă minoră (asteroid), cu un diametru de 4,706 km, din centura de asteroizi. A fost descoperită pe 2 martie 1981 la Observatorul Siding Spring de Schelte J. Bus. 
Obiectul prezintă o orbită caracterizată de o semiaxă mare de 2,9189742 UAi, o excentricitate de 0,06, o înclinație de 0,74274 ° în raport cu ecliptica.